# Agriotherium
Agriotherium es un género extinto de mamíferos carnívoros de la familia de los úrsidos que vivieron entre el Mioceno y el Pleistoceno en lo que ahora es Norteamérica, Europa, Asia y África.
Incluye varias especies de osos que medían cerca de 2,7 metros de longitud y tenían dientes totalmente primitivos que compartían varias características propias de un perro. Está entre los mayores úrsidos que han existido y probablemente sea el mamífero carnívoro terrestre con una mordedura más potente.
Se han encontrado fósiles de Agriotherium en México, Nevada, Florida, España, Francia, Namibia, Etiopía, India y China.

## Especies
- Agriotherium inexpectans †
- Agriotherium sivalensis †
- Agriotherium roblesi †
- Agriotherium africanum †